# Sauvigny
Sauvigny település Franciaországban, Meuse megyében. Lakosainak száma 222 fő (2022. január 1.). Sauvigny Jubainville, Mont-l’Étroit, Saulxures-lès-Vannes, Brixey-aux-Chanoines, Burey-la-Côte, Goussaincourt, Montbras, Pagny-la-Blanche-Côte és Clérey-la-Côte községekkel határos.

## Népesség
A település népessége az elmúlt években az alábbi módon változott:
| Lakosok száma | 287  | 207  | 201  | 243  | 245  | 236  | 232  | 230  | 226  | 222  |
|               | 1968 | 1982 | 1990 | 2006 | 2013 | 2015 | 2017 | 2019 | 2020 | 2022 |